# 鋳造権
鋳造権（ちゅうぞうけん）とは、貴金属などから本位貨幣を鋳造する権利のことである。造幣権（ぞうへいけん）ともいう。国家が鋳造権と発行権を併せ持った場合には、貨幣高権と称する。

## 概要
今日の管理通貨制度では法定通貨である紙幣を国家もしくは国家が設置した中央銀行が発行しており、素材は貴金属から紙に代わっても鋳造権（造幣権）が国家に存在している。ところがそれは比較的近代になってから確立されたものである。
中世においては鋳造権が領主層にも分有されているのが当然であった。中国では古代より本位貨幣に相当する銅銭の鋳造権が皇族や功臣に分与され、更に鋳造コスト及び輸送コストの高さから実際の原価よりも貨幣価値が高く設定されたため、鋳造権を持たない者でも法の網をかいくぐって私鋳銭を鋳造した。宋になると国家が鋳造権を独占する路線が確立するが、社会の需要に見合った銅銭鋳造を確保することができず、明代にはこの体制は崩壊して民間が独自に鋳造した銀錠が貨幣の主流となり、1930年代の「廃両改元」まで近代的な鋳造権確立は実現できなかった。
ヨーロッパでは不安定な王権の下で鋳造権が諸侯に委譲される場合も少なくなく（例えば神聖ローマ帝国の金印勅書では選帝侯に鋳造権を与えている）、貨幣発行益を確保するためにしばしば額面を水増しした貨幣が発行されて貨幣相場は悪化した。こうした状態が解消されるには、フランスのシャルル5世に仕えたニコル・オレームによる『貨幣論』（1355年）における批判（貨幣の新規発行などの操作は、不安定な貨幣価値を安定させる場合にのみ許されるとする）を経て、絶対王政期以後に諸侯の没落に乗じて鋳造権を回収する必要があった。